# Шишково (Московская область)
Шишково — деревня в Волоколамском районе Московской области России. Входит в состав сельского поселения Кашинское. Население — 240 чел. (2010).

## География
Деревня Шишково расположена на северо-западе Московской области, в северной части Волоколамского района, примерно в 10 км к северу от города Волоколамска, с которым связана автобусным сообщением. В деревне одна улица — Луговая. Ближайшие населённые пункты — деревни Спасс, Хрулево и Парфеньково. Рядом с деревней протекает река Сенная (бассейн Иваньковского водохранилища).

## Население
| 1852 | 1859 | 1926 | 2002 | 2006 | 2010 |
| ---- | ---- | ---- | ---- | ---- | ---- |
| 317  | ↗324 | ↗525 | ↘221 | ↗222 | ↗240 |

## История
В XVIII—XIX веках деревня принадлежала поместью Ярополец. В 1766 году в деревне жила 71 душа, было 20 дворов. В 1852 году — 155 мужчин и 162 женщины, 28 дворов.
В «Списке населённых мест» 1862 года Шишково — владельческая деревня 2-го стана Волоколамского уезда Московской губернии по левую сторону Клинского тракта (из Волоколамска), в 18 верстах от уездного города, при колодце, с 39 дворами и 324 жителями (151 мужчина, 173 женщины).
По данным 1890 года входила в состав Яропольской волости Волоколамского уезда, число душ мужского пола составляло 150 человек.
В 1913 году — 72 двора и церковно-приходская школа.
В материалах Всесоюзной переписи 1926 года указаны деревни Шишково Новое, Шишково Малое и Шишково Большое Яропольской волости Волоколамского уезда:
- Шишково Новое — деревня Шишковского сельсовета, 102 жителя (47 мужчин, 55 женщин), 19 крестьянских хозяйств, сельсовет;
- Шишково Малое — деревня Шишковского сельсовета, 207 жителей (88 мужчин, 119 женщин), 34 крестьянских хозяйства;
- Шишково Большое — деревня Шишковского сельсовета, 216 жителей (100 мужчин, 116 женщин), 49 крестьянских хозяйств, фабричный клуб, фабричный комитет, сельсовет[12].

С 1929 года — населённый пункт в составе Волоколамского района Московского округа Московской области. Постановлением ЦИК и СНК от 23 июля 1930 года округа как административно-территориальные единицы были ликвидированы.
1929—1939 гг. — центр Шишковского сельсовета Волоколамского района.
1939—1951 гг. — деревня Речкинского сельсовета Волоколамского района.
1951—1963 гг. — деревня Кашинского сельсовета Волоколамского района.
1963—1965 гг. — деревня Кашинского сельсовета Волоколамского укрупнённого сельского района.
1965—1994 гг. — деревня Кашинского сельсовета Волоколамского района.
В 1994 году Московской областной думой было утверждено положение о местном самоуправлении в Московской области, сельские советы как административно-территориальные единицы были преобразованы в сельские округа.
1994—2006 гг. — деревня Кашинского сельского округа Волоколамского района.
С 2006 года — деревня сельского поселения Кашинское Волоколамского муниципального района Московской области.

## Известные люди
В деревне Шишково родился Владимир Стрельцов (1905—2001) — советский и белорусский режиссёр.